# 沃拉區
11°6′S 77°36′W / 11.100°S 77.600°W
沃拉區（西班牙語：Distrito de Huaura），是秘魯的一個區，位於該國中南部利馬大區的瓦烏拉省，始建於1936年8月6日，面積484.4平方公里，海拔高度67米，2007年人口31,212，人口密度每平方公里0.6人。